# Высшая лига КВН 2009
Сезон Высшей лиги КВН 2009 года — 23 сезон с возрождения телевизионного КВН в 1986 году.
В этом сезоне было решено, впервые после 2004 года, вернуть играм и конкурсам темы. Сезон был назван «студенческим».
В 2009 году было сыграно на одну игру больше, чем обычно. Вместо Спецпроекта с участием сборных команд был сыгран третий, утешительный, полуфинал для проигравших в полуфиналах.
Другим новшеством сезона было участие телезрителей в формировании состава Высшей лиги. На выбор были предложены пять команд, за которых можно было посылать СМС. Три команды, набравшие наибольшее количество голосов, приглашаются в сезон.
Помимо этих команд, в сезон попали чемпионы Премьер-лиги «Триод и Диод» и «Полиграф Полиграфыч», первая команда Высшей лиги из Хабаровска — «Ботанический сад», первая чеченская команда, а также новый проект КВНщиков Краснодарского края, созданный командами БАК и «Соучастники».
Для более опытных команд сезон сложился по-разному. Финалисты предыдущего сезона «СОК» дошли лишь до полуфинала, а полуфиналисты — «Байкал» остановились на четвертьфинале. Ещё одни полуфиналисты — Сборная ГУУ выбыли в 1/8-й финала. С другой стороны, команда «Станция Спортивная» впервые смогла пробиться в полуфинал; «СТЭПиКо», вылетевшие в 2008-м после первой игры, тоже дошли до полуфинала; команда «Фёдор Двинятин», заменившая перед сезоном Наталию Медведеву на Андрея Стецюка (чемпиона Высшей лиги 2005 в составе команды «Мегаполис»), прошла в финал. Вернувшаяся, пропустив сезон, «ПриМа» в 2009-м стала чемпионом.

## Состав
В сезон Высшей лиги 2009 были приглашены двенадцать команд. Ещё три были выбраны телезрителями из пяти вариантов.
Результат СМС-голосования:
1. Дежа вю (Нерюнгри) — 50,6 %
2. Астана.kz (Астана) — 26 %
3. 7 холмов (Москва) — 11 %
4. Сборная Абакана (Абакан) — 6,3 %
5. Винницкие перцы (Винница) — 6,1 %

В итоге в сезоне сыграли следующие пятнадцать команд:
1. Дежа вю (Нерюнгри) — финалисты Первой лиги
2. Сборная Чечни (Грозный) — полуфиналисты Премьер-лиги
3. 7 холмов (Москва) — финалисты Премьер-лиги
4. Ботанический сад (Хабаровск) — финалисты Премьер-лиги
5. Триод и Диод (Смоленск) — чемпионы Премьер-лиги
6. Полиграф Полиграфыч (Омск) — чемпионы Премьер-лиги
7. Сборная Краснодарского края (Армавир — Брюховецкая) — сборная команд КВН «БАК» и «Соучастники»
8. Астана.kz (Астана) — сборная Казахстана, в которую вошли более молодые участники «Астаны.kz» прошлых сезонов
9. Станция Спортивная (Москва) — третий сезон в Высшей лиге
10. Байкал (Иркутск — Улан-Удэ) — второй сезон в Высшей лиге
11. Фёдор Двинятин[1] (Москва — Ступино) — второй сезон в Высшей лиге
12. Сборная ГУУ (Москва) — третий сезон в Высшей лиге
13. СТЭПиКо (Новосибирск) — третий сезон в Высшей лиге
14. СОК (Самара) — второй сезон в Высшей лиге
15. ПриМа (Курск) — третий сезон в Высшей лиге

Чемпионом сезона стала команда КВН «ПриМа».

## Игры

### ⅛ финала
Первая ⅛ финала
- Дата игры: 25 февраля
- Тема игры: Учиться, учиться и ещё раз учиться
- Команды: Сборная ГУУ (Москва), Байкал (Иркутск — Улан Удэ), Сборная Краснодарского края (Армавир — Брюховецкая), Ботанический сад (Хабаровск), Триод и Диод (Смоленск)
- Жюри: Леонид Ярмольник, Михаил Ефремов, Константин Эрнст, Игорь Верник, Юлий Гусман
- Конкурсы: Приветствие («Студент-2009»), Разминка («Экзамен»), Музыкальное домашнее задание («Ночь перед экзаменом»)

| Команда           | Приветствие | Разминка | общий | МДЗ | Итого |
| ----------------- | ----------- | -------- | ----- | --- | ----- |
| Сборная ГУУ       | 4           | 4        | 8     | 5,2 | 13,2  |
| Триод и Диод      | 5           | 5        | 10    | 6   | 16    |
| Байкал            | 4,8         | 5        | 9,8   | 4,6 | 14,4  |
| Ботанический сад  | 4,4         | 3,6      | 8     | 5   | 13    |
| БАК — Соучастники | 4,8         | 4,8      | 9,6   | 6   | 15,6  |

Результат игры:
1. Триод и Диод
2. Сборная Краснодарского края
3. Байкал
4. Сборная ГУУ
5. Ботанический сад

- На этой игре Константин Эрнст назвал Максима Киселёва из команды «Триод и Диод» «начинающим Крамаровым».

Вторая ⅛ финала
- Дата игры: 2 марта
- Тема игры: Учиться, учиться и ещё раз учиться
- Команды: Станция Спортивная (Москва), СОК (Самара), Астана.kz (Астана), Полиграф Полиграфыч (Омск), 7 холмов (Москва)
- Жюри: Леонид Ярмольник, Вера Глаголева, Константин Эрнст, Михаил Ефремов, Юлий Гусман
- Конкурсы: Приветствие («Студент-2009»), Разминка («Экзамен»), Музыкальное домашнее задание («Ночь перед экзаменом»)

| Команда             | Приветствие | Разминка | общий | МДЗ | Итого |
| ------------------- | ----------- | -------- | ----- | --- | ----- |
| 7 холмов            | 4,6         | 3,6      | 8,2   | 5   | 13,2  |
| Полиграф Полиграфыч | 4,2         | 5        | 9,2   | 6   | 15,2  |
| Станция Спортивная  | 5           | 4,4      | 9,4   | 6   | 15,4  |
| Астана.kz           | 4,4         | 4,4      | 8,8   | 5,2 | 14    |
| СОК                 | 5           | 5,2      | 10,2  | 6   | 16,2  |

Результат игры:
1. СОК
2. Станция Спортивная
3. Полиграф Полиграфыч
4. Астана.kz
5. 7 холмов

- На этой игре «Станция Спортивная» показала домашнее задание о студентах, которые попали на странную станцию, и не могут оттуда уехать.
- «Полиграф Полиграфыч» на этой игре показали домашнее задание о семье, которая помогает сыну-студенту готовиться к экзамену. В рамках конкурса была показана пародия на «Сказ про Федота-стрельца» о встрече Дмитрия Медведева с Юлией Тимошенко.

Третья ⅛ финала
- Дата игры: 12 марта
- Тема игры: Учиться, учиться и ещё раз учиться
- Команды: ПриМа (Курск), СТЭПиКо (Новосибирск), Фёдор Двинятин (Москва — Ступино), Сборная Чечни (Грозный), Дежа вю (Нерюнгри)
- Жюри: Леонид Ярмольник, Андрей Макаревич, Игорь Верник, Константин Эрнст, Михаил Ефремов, Юлий Гусман
- Конкурсы: Приветствие («Студент-2009»), Разминка («Экзамен»), Музыкальное домашнее задание («Ночь перед экзаменом»)

| Команда        | Приветствие | Разминка | общий | МДЗ | Итого |
| -------------- | ----------- | -------- | ----- | --- | ----- |
| Дежа вю        | 5           | 4,2      | 9,2   | 6   | 15,2  |
| Сборная Чечни  | 5           | 3,8      | 8,8   | 5,3 | 14,1  |
| СТЭПиКо        | 5           | 3,8      | 8,8   | 5,5 | 14,3  |
| Фёдор Двинятин | 5           | 5,3      | 10,3  | 5,8 | 16,1  |
| ПриМа          | 5           | 4,8      | 9,8   | 5,8 | 15,6  |

Результат игры:
1. Фёдор Двинятин
2. ПриМа
3. Дежа вю
4. СТЭПиКо
5. Сборная Чечни

- На этой игре «Фёдор Двинятин» показали домашнее задание про ночь перед экзаменом в институте благородных девиц в 1917 году.
- Команда «ПриМа» показала домашнее задание о поисках спонсора, частью которого был номер «Диалог у плазменной панели» на мотив песни Высоцкого «Диалог у телевизора».

По результатам СМС-голосования, команда СТЭПиКо (третья игра) также прошла в четвертьфинал.

### Четвертьфиналы
Первый четвертьфинал
- Дата игры: 8 апреля
- Тема игры: От сессии до сессии живут студенты весело
- Команды: Дежа вю (Нерюнгри), Полиграф Полиграфыч (Омск), Сборная Краснодарского края (Армавир — Брюховецкая), Станция Спортивная (Москва), СОК (Самара)
- Жюри: Леонид Ярмольник, Игорь Верник, Константин Эрнст, Михаил Ефремов, Юлий Гусман
- Конкурсы: Приветствие («Гуляй, пока молодой!»), Триатлон («Семинар»), СТЭМ («Сочинение на вольную тему»), Конкурс одной песни («Новый Гаудеамус»)

| Команда             | Приветствие | Триатлон | общий | СТЭМ | общий | КОП | Итого |
| ------------------- | ----------- | -------- | ----- | ---- | ----- | --- | ----- |
| Дежа вю             | 4,4         | 0,2      | 4,6   | 4    | 8,6   | 3,4 | 12    |
| Полиграф Полиграфыч | 4,6         | 0,8      | 5,4   | 3,2  | 8,6   | 3,8 | 12,4  |
| БАК — Соучастники   | 5           | 1        | 6     | 4    | 10    | 4   | 14    |
| Станция Спортивная  | 5           | 0,6      | 5,6   | 3,4  | 9     | 4   | 13    |
| СОК                 | 5           | 0,4      | 5,4   | 4    | 9,4   | 3,8 | 13,2  |

Результат игры:
1. Сборная Краснодарского края
2. СОК
3. Станция Спортивная
4. Полиграф Полиграфыч
5. Дежа вю

- На четвертьфинальном этапе игрался новый вариант биатлона: сначала все команды играют биатлон, а затем две лучшие команды играют между собой разминку, победитель которой получает балл.
- Сборная Краснодарского края получила 14 баллов из 14-и возможных, и стали третьей командой в истории Высшей лиги, получившей максимум баллов за игру.
- «Новый Гаудеамус» был темой самого первого конкурса одной песни в 1995 году.
- В конкурсе одной песни «Станция Спортивная» показала номер «Грузчик» (на мотив интернет-хита «Jožin z bažin»)[2], а Сборная Краснодарского края исполнила «худший Гаудеамус Краснодарского края».

Второй четвертьфинал
- Дата игры: 15 апреля
- Тема игры: Любовь, КВН и весна
- Команды: Триод и Диод (Смоленск), Байкал (Иркутск — Улан Удэ), СТЭПиКо (Новосибирск), Фёдор Двинятин (Москва — Ступино), ПриМа (Курск)
- Жюри: Леонид Ярмольник, Андрей Макаревич, Константин Эрнст, Михаил Ефремов, Юлий Гусман
- Конкурсы: Приветствие («Любовь нечаянно нагрянет»), Триатлон («Экспериментальный семинар»), СТЭМ («Любовный треугольник»), Конкурс одной песни («Студенческая серенада»)

| Команда        | Приветствие | Триатлон | общий | СТЭМ | общий | КОП | Итого |
| -------------- | ----------- | -------- | ----- | ---- | ----- | --- | ----- |
| Триод и Диод   | 5           | 1        | 6     | 4    | 10    | 3,8 | 13,8  |
| СТЭПиКо        | 4,4         | 0,4      | 4,8   | 3,8  | 8,6   | 4   | 12,6  |
| Байкал         | 4           | 0,2      | 4,2   | 3,2  | 7,4   | 4   | 11,4  |
| ПриМа          | 5           | 0,8      | 5,8   | 4    | 9,8   | 4   | 13,8  |
| Фёдор Двинятин | 4,2         | 0,6      | 4,8   | 3,2  | 8     | 3,8 | 11,8  |

Результат игры:
1. ПриМа; Триод и Диод
2. СТЭПиКо
3. Фёдор Двинятин
4. Байкал

- Команда «СТЭПиКо» должна была начать игру с активом −0,2, но после приветствий Масляков решил, что и новосибирцы начнут игру с нуля, как все.
- В отличие от триатлона первого четвертьфинала, разминку на этот раз сыграли три команды.
- В конкурсе СТЭМ «ПриМа» показала номер о современных баснях, а команда «Триод и Диод» — СТЭМ про отца, который пришёл в детский сад забирать ребёнка, и узнаёт, что его уже кто-то забрал.
- В конкурсе одной песни команда «Байкал» показала номер «Цыганочка с выходом из кризиса». Команда «СТЭПиКо» показала номер «Песня про людей», в котором зайцы пели о людях (пародия на «Песню про зайцев» из к/ф «Бриллиантовая рука»).
- Это единственная игра «ПриМы» в Высшей лиге, в которой они не показывали номера с картинками или плакатами.

На первом четвертьфинале члены жюри попросили добрать в полуфинал команду Полиграф Полиграфыч, но не гарантировали, что и во втором четвертьфинале пройдут дальше четыре команды. По окончании второго четвертьфинала, после ничьей за первое место между двумя командами, члены жюри попросили взять и из этой игры четвёртую команду — Фёдор Двинятин.

### Полуфиналы
Первый полуфинал
- Дата игры: 30 сентября
- Тема игры: Универсиада
- Команды: Триод и Диод (Смоленск), СТЭПиКо (Новосибирск), Станция Спортивная (Москва), Сборная Краснодарского края (Армавир — Брюховецкая)
- Жюри: Сергей Шакуров, Леонид Ярмольник, Константин Эрнст, Игорь Верник, Юлий Гусман
- Конкурсы: Приветствие («Заявка на победу»), Разминка («КВНовский спарринг»), СТЭМ («Фитнесс по-студенчески»), Музыкальный конкурс («Музыкальная эстафета»)

| Команда            | Приветствие | Разминка | общий | СТЭМ | общий | Муз. конкурс | Итого |
| ------------------ | ----------- | -------- | ----- | ---- | ----- | ------------ | ----- |
| Триод и Диод       | 5           | 3,6      | 8,6   | 4    | 12,6  | 5,8          | 18,4  |
| СТЭПиКо            | 3,6         | 4,8      | 8,4   | 3,8  | 12,2  | 5,6          | 17,8  |
| Станция Спортивная | 4           | 4,6      | 8,6   | 3    | 11,6  | 5,6          | 17,2  |
| БАК — Соучастники  | 5           | 3,6      | 8,6   | 3,6  | 12,2  | 6            | 18,2  |

Результат игры:
1. Триод и Диод
2. Сборная Краснодарского края
3. СТЭПиКо
4. Станция Спортивная

- На этой игре в приветствии за команду «Триод и Диод» вышел певец Серёга.
- В рамках СТЭМа «Триод и Диод» показали номер про молодожёнов и подселённого к ним в гостиничный номер человека.
- В музыкальном конкурсе «Станция Спортивная» показала номер про «перспективного футболиста», «СТЭПиКо» показали номер про парный бодибилдинг, а Сборная Краснодарского края исполнила свою первую «жалостливую песню» — «Когда мне было десять лет».

Второй полуфинал
- Дата игры: 20 октября
- Тема игры: Теория и практика
- Команды: Полиграф Полиграфыч (Омск), Фёдор Двинятин (Москва — Ступино), СОК (Самара), ПриМа (Курск)
- Жюри: Сергей Шакуров, Леонид Ярмольник, Андрей Макаревич, Константин Эрнст, Игорь Верник, Юлий Гусман
- Конкурсы: Приветствие («Практика по…»), Разминка («Теория в действии»), СТЭМ («Курсовая работа»), Музыкальный конкурс («Шефский концерт»)

| Команда             | Приветствие | Разминка | общий | СТЭМ | общий | Муз. конкурс | Итого |
| ------------------- | ----------- | -------- | ----- | ---- | ----- | ------------ | ----- |
| Полиграф Полиграфыч | 4,2         | 3,8      | 8     | 3    | 11    | 5            | 16    |
| Фёдор Двинятин      | 4,3         | 4,8      | 9,1   | 3,3  | 12,4  | 5,8          | 18,2  |
| ПриМа               | 4,5         | 4        | 8,5   | 4    | 12,5  | 6            | 18,5  |
| СОК                 | 4,7         | 4        | 8,7   | 3,7  | 12,4  | 5,2          | 17,6  |

Результат игры:
1. ПриМа
2. Фёдор Двинятин
3. СОК
4. Полиграф Полиграфыч

- В конце игры Масляков объявил, что в рамках Спецпроекта состоится третий, утешительный, полуфинал, в который приглашаются все проигравшие команды. Победитель этой игры получит третью путёвку в финал.
- На этой игре «ПриМа» показала СТЭМ про экзамен в автошколе.
- В рамках музыкального домашнего задания команда «Фёдор Двинятин» показала сказку «Змей Горыныч и богатырь».
- Впервые за три сезона в телевизионных лигах команда «СОК» не получила оценку 5 за первый конкурс.

Утешительный полуфинал (в рамках Спецпроекта «КВНу — 48»)
- Дата игры: 20 ноября
- Тема игры: Переэкзаменовка
- Команды: Полиграф Полиграфыч (Омск), Станция Спортивная (Москва), СТЭПиКо (Новосибирск), СОК (Самара), Сборная Краснодарского края (Армавир — Брюховецкая), Фёдор Двинятин (Москва — Ступино)
- Жюри: Леонид Ярмольник, Андрей Макаревич, Константин Эрнст, Михаил Ефремов, Юлий Гусман
- Конкурсы: Фристайл («На ошибках учимся»), Биатлон («Шпаргалки»), Конкурс одной песни («Музыкальный зачёт»)

| Команда             | Актив | Фристайл | общий | Биатлон | общий | КОП | Итого |
| ------------------- | ----- | -------- | ----- | ------- | ----- | --- | ----- |
| Полиграф Полиграфыч | 0     | 5        | 5     | 0,9     | 5,9   | 3   | 8,9   |
| Станция Спортивная  | 0     | 4,2      | 4,2   | 0,5     | 4,7   | 3,2 | 7,9   |
| СТЭПиКо             | 0,1   | 4,2      | 4,3   | 0,7     | 5     | 3,2 | 8,2   |
| Фёдор Двинятин      | 0,2   | 5        | 5,2   | 0,8     | 6     | 3,8 | 9,8   |
| БАК — Соучастники   | 0,2   | 4,8      | 5     | 1       | 6     | 4   | 10    |
| СОК                 | 0,1   | 4,6      | 4,7   | 0,6     | 5,3   | 4   | 9,3   |

Результат игры:
1. Сборная Краснодарского края
2. Фёдор Двинятин
3. СОК
4. Полиграф Полиграфыч
5. СТЭПиКо
6. Станция Спортивная

- Команды начали игру с активами в 0, 0,1 и 0,2 балла, в зависимости от их позиции на полуфинальных играх (второе место — 0,2, третье — 0,1, четвёртое — 0).
- Это первая игра Высшей лиги с шестью командами с 1997 года.
- В начале игры своё приветствие показала сборная жюри.
- В приветствии команды «Полиграф Полиграфыч» были показаны номера «В магазине», «В министерстве образования», «Симпсоны» и «Песня о героях».
- В конкурсе одной песни команда «Фёдор Двинятин» спела «Песню про Медведева» на мотив «Песенки о медведях» из к/ф «Кавказская пленница», команда «СОК» исполнила песню о членах жюри на мотив «07» Высоцкого, а Сборная Краснодарского края — «Песню о том, как КВН закрывали-закрывали, а потом открывали-открывали» на мотив песни группы «Несчастный случай» «Сказ о битве атамана Парамонова и Басурман-паши на жалезном заводе о девяностых годах».

По окончании третьего полуфинала члены жюри попросили добрать в финал команду Фёдор Двинятин.

### Финал
- Дата игры: 19 декабря
- Тема игры: Встретить Новый год весело!
- Команды: Триод и Диод (Смоленск), Сборная Краснодарского края (Армавир — Брюховецкая), Фёдор Двинятин (Москва — Ступино), ПриМа (Курск)
- Жюри: Сергей Шакуров, Леонид Ярмольник, Андрей Макаревич, Константин Эрнст, Сергей Гармаш, Игорь Верник, Юлий Гусман
- Конкурсы: Фристайл («С Новым годом, КВН!»), Биатлон («День знаний»), Музыкальное домашнее задание («Последний звонок»)

| Команда           | Фристайл | Биатлон | общий | МДЗ | Итого |
| ----------------- | -------- | ------- | ----- | --- | ----- |
| Триод и Диод      | 5        | 1       | 6     | 5,9 | 11,9  |
| БАК — Соучастники | 5        | 0,8     | 5,8   | 6,6 | 12,4  |
| ПриМа             | 5        | 0,6     | 5,6   | 6,9 | 12,5  |
| Фёдор Двинятин    | 5        | 0,4     | 5,4   | 6,6 | 12    |

Результат игры:
1. ПриМа
2. Сборная Краснодарского края
3. Фёдор Двинятин
4. Триод и Диод

Команда КВН «ПриМа» стала чемпионом Высшей лиги сезона 2009 года.
- На этой игре в домашнем задании за команду «ПриМа» вышел в образе Путина участник команд КВН «Незолотая молодёжь» и МАМИ Дмитрий Грачёв.
- Команды «ПриМа» и «Фёдор Двинятин» встретились на всех этапах сезона, если не считать утешительный полуфинал в рамках спецпроекта за игру сезона.
- Команда «Фёдор Двинятин» показала на этой игре домашнее задание про декабристов в ссылке.
- В конце игры члены жюри вручали командам подарки: Сергей Шакуров подарил казахский малахай Максиму Киселёву («Триод и Диод») и корзину мандаринов Сборной Краснодарского края, Леонид Ярмольник подарил плюшевых тигрят из коллекции его жены Маслякову и команде «Фёдор Двинятин», Андрей Макаревич подарил диск группы «Машина Времени» Николаю Архипенко (Сборная Краснодарского края), Сергей Гармаш вручил свой подарок Максиму Киселёву (не было показано что именно он подарил), Игорь Верник подарил зеркало заднего вида охраннику, Юлий Гусман подарил авоську с продуктами Александру Гудкову («Фёдор Двинятин»), Константин Эрнст вручил всем командам подарки от «Первого канала», и предложил работу на канале участникам команд «ПриМа» и «Триод и Диод».

## Члены жюри
В сезоне 2009 игры Высшей лиги КВН судили 9 человек.
9 игр
- Юлий Гусман
- Константин Эрнст
- Леонид Ярмольник

6 игр
- Игорь Верник
- Михаил Ефремов

5 игр
- Андрей Макаревич

3 игры
- Сергей Шакуров

1 игра
- Сергей Гармаш
- Вера Глаголева

## Видео
- Первая 1/8-я финала
- Вторая 1/8-я финала
- Третья 1/8-я финала
- Первый четвертьфинал
- Второй четвертьфинал
- Первый полуфинал
- Второй полуфинал
- Утешительный полуфинал Архивная копия от 2 ноября 2014 на Wayback Machine
- Финал